# تيم لوكاس (كاتب)
تيم لوكاس (بالإنجليزية: Tim Lucas)‏ (30 مايو 1956، سينسيناتي في الولايات المتحدة)؛ صحفي، ناقد سينمائي وروائي أمريكي.

## روابط خارجية
- تيم لوكاس على موقع IMDb (الإنجليزية)